# Furli-Höhle
Die Furli-Höhle (auch Furliwasser-Höhle) ist eine Höhle in der politischen Gemeinde Unteriberg im Schweizer Kanton Schwyz in der Schweiz. Sie ist das Ergebnis der Auswaschung des Karstgesteins durch versickernde Oberflächenwässer und wurde zwischen 1919 und 1929 für ein kleines Wasserkraftwerk genutzt.

## Beschreibung

### Lage und Ausbildung
Die Furli-Höhle befindet sich etwa elf Kilometer südöstlich von Einsiedeln und knapp zwölf Kilometer östlich von Schwyz, dem Hauptort des gleichnamigen Kantons. Sie liegt am Nordausgang des Süd-Nord-orientierten Waagtals in dessen steiler östlicher Fluhwand (der sogenannten «Twingi-Säge») – etwa 300 Meter über der Hofschaft Twingi in der Talsohle und insgesamt ungefähr 1270 Meter über dem Meeresspiegel.
Die übermannshohe Öffnung in der Steilwand ist nur mit sehr guten Kletterfähigkeiten und technischer Ausrüstung erreichbar, da der Aufstieg unter anderem die Nutzung von Steigklemmen, Kletterseilen und Felshaken erfordert. Hinter dem Höhleneingang erstreckt sich ein verzweigtes Netz senkrecht-ellipsenförmig ausgewaschener Felsgänge. Bis Mitte 2019 waren von diesen 512 Meter genau kartiert; hinzu kommen noch rund 80 Meter Tauchstrecken, von denen nur Skizzen existierten. In der Höhle herrscht ganzjährig eine Lufttemperatur von sechs Grad Celsius.
Im Inneren der Höhle quillt aus Kalksteinschichten Wasser (Furliquelle). Es fliesst durch einen natürlichen Stollen von rund 180 Metern Länge und mit 20 bis 30 Meter Höhenunterschied (Gefälle von 11,1 bis 16,6 Prozent) zu einem Höhlensee. Dieser besitzt ein Volumen von etwa 94 Kubikmetern und wird über einen Minimumzufluss von zwölf Litern pro Sekunde gespeist. Die Wasserführung am Höhlenportal wurde ab 1918 teilweise künstlich umgeleitet (⟶ siehe Abschnitt Wasserkraftwerk). Daher tritt der Höhlenbach heutzutage einige Meter unterhalb des Eingangs aus einem künstlichen Stollen und ergiesst sich als Wasserfall ins Tal.

### Hydrogeologie
Die Furli-Höhle ist eine aktive Wasserhöhle – das heisst, dass Niederschläge durch das Karstgestein der umgebenden Almhochflächen sickern, sich in wasserführenden Spalten und Klüften sammeln und durch die Höhle wieder ins Freie gelangen. Erste hydrogeologische Forschungen an dieser Höhle wurden um 1916 vom Benediktinerpater und Naturwissenschaftler Damian Buck durchgeführt. Sein Ziel war es, mittels Färbeversuchen das Einzugsgebiet der Quelle einzugrenzen. Er kam zu dem Ergebnis, dass Bachschwinden in Oberweid, Unterweid und auf der Wannenalp die Quelle in der Höhle mittels unterirdischer Verbindungen speisen würden.
Mitte der 2010er Jahre führten die Ostschweizerische Gesellschaft für Höhlenforschung (OGH) und die Höhlengruppe Ybrig (HGY) zusammen mit Wissenschaftlern des Geographischen Instituts der Universität Zürich ähnliche Untersuchungen mit Farbtracern durch, die sie an mehreren Versickerungsstrecken und Ponoren einspeisten. Sie fanden heraus, dass das Wasser von Wannenalp und Unterer Weid unter normalen Bedingungen etwas mehr als einen Tag bis zum Wasserfall am Höhlenausgang benötigt. Bei Gewitter und Schneeschmelze hingegen verkürzt sich diese Zeit auf lediglich einige Stunden. Generell zeigt die Höhle – ablesbar an der Intensität des Wasserfalls – eine sehr schnelle Reaktion auf Niederschläge. Insgesamt grenzten die Forscher das Einzugsgebiet auf 2,2 Quadratkilometer ein: über die Alpweiden südlich am Fahrenstock vorbei bis hinauf in die Felswände des grossen Biet und südlich bis zum Fidersberg und Schwarzstock. Die Ergebnisse decken sich sehr gut mit jenen, die Buck etwa 100 Jahre zuvor postuliert hatte. Den mittleren Abfluss der Furli-Höhle bezifferten die Wissenschaftler auf 30 bis 50 Liter pro Sekunde.
Aus hydrologischer Sicht handelt es sich beim Wasserfall der Furli-Höhle um eine horizontale Karstquelle, die sich an einer Schichtgrenze der Schrattenkalk-Formation befindet. Im Tal mündet der Furli-Bach nach wenigen Hundert Metern rechtsseitig in die Waag. Diese wiederum entwässert über Minster, Sihl, Limmat, Aare und Rhein in die Nordsee.

### Fauna
Obwohl das Wasser bei Schneeschmelze und starkem Regen schnell ansteigen kann, wird die Höhle so gut wie nie komplett geflutet. Sie ist deshalb, auch wegen der konstanten Lufttemperatur, ein idealer Überwinterungsplatz für Fledermäuse. Darüber hinaus leben in ihr auch Spinnen, Höhlenflohkrebse und Wasserasseln.

## Geschichte

### Wasserkraftwerk
Der Zürcher Maschineningenieur und Elektrotechniker Albert Wieland (1893–1918) erkannte um 1917 in Anbetracht der «außerordentlich günstigen Wasserfassung des Furlibaches» das Potential für ein Wasserkraftwerk an der Höhle. Ein Initiativkomitee regte daraufhin eine entsprechende Konstruktion an, und am 12. oder 26. Mai 1918 konstituierte sich die Genossenschaft «Elektra» Unteriberg als Bauherrin und spätere Betreibergesellschaft. An dieser konnten Bürger Obligationen zu 1000 oder 2000 Schweizer Franken erwerben. Bereits wenig später begannen im Juni die Bauarbeiten. Der Initiator Wieland starb noch während der Bauarbeiten im Oktober 1918 während der zweiten Infektionswelle der pandemischen Spanischen Grippe. Rückblickend wird sein Ableben häufig als Grund für das letztliche Scheitern des Kraftwerkprojektes angesehen, da er der bei weitem sachverständigste Techniker vor Ort war und nach seinem Tod die Expertise fehlte. Nach einigen Verzögerungen – ursprünglich war die Fertigstellung für Februar 1919 anvisiert worden – konnte das Kraftwerk zum 1. August 1919 in Betrieb genommen werden.
Innerhalb der Höhle wurde der Bach in ein künstliches Speicherbassin gefasst. Von dort sprengte man einen etwa zehn Meter langen Stollen in den Fels, der zum Reservoir mit einer Abschlussmauer und an der Felswand mit einem Eisengittertor verschlossen ist. Er diente als Apparatekammer für den automatischen Rohrabschluss mit Hauptschieber und Leerlauf. Ausgehend vom Bassin wurde das Wasser mit einem Basisabfluss von zwölf Litern pro Sekunde durch in fünf Druckzonen aufgeteilte Hochdruckrohre – die mittels Betonsockeln verankert waren – über einen Höhenunterschied von 312 Metern zum Talboden geleitet und traf dort in einem Maschinenhaus auf zwei Pelton-Turbinen mit einer Nutzleistung von jeweils 35 PS, die eine elektrische Leistung von bis zu 40 Kilowatt erzeugten. Die Wasserkraft gelangte als Drehstrom mit 50 Perioden pro Sekunde zur Verteilung. Die Primärspannung betrug 1000 Volt, die sekundäre Gebrauchsspannung im Drehstrom-Vierleitersystem 380/220 Volt. Dadurch, dass die Sekundärnetze im Drehstrom-Vierleitersystem erstellt wurden, war es möglich, Motoren an die verkettete Spannung von 380 Volt und die Beleuchtung an die Phasenspannung von 220 Volt anzuschliessen. Die Anschlüsse in der Nähe des Maschinenhauses wurden mit niedergespanntem Drehstrom versorgt, und für die weiter entfernten Orte Unteriberg und Studen wurden mittels Drehstrom 1000 Volt Spannung übertragen. Zur Transformation dieses Stromes platzierte man auf der Herti in Iberg sowie in Studen je eine Stangentransformatorenstation mit zwölf beziehungsweise 15 Kilovoltampere Kapazität. Binnen kurzer Zeit entstand ein Netz von 18 Kilometern Freileitungen mit 450 Masten, das 280 Hausanschlüsse gewährleistete. So wurden die Ortschaften Unteriberg und Studen sowie umliegende Höfe mit Strom versorgt.
Während das Wasserkraftwerk an der Furli-Höhle anfangs als erfolgreiches Zeugnis «vaterländischen Initiativgeistes» galt, ergaben sich schon bald erste Probleme: Die Schüttung der Quelle war sehr unregelmässig und bei Trockenheit äusserst gering, was auch nicht durch das künstlich angelegte Auffangbecken im Berg ausgeglichen werden konnte. Dadurch produzierte das Kraftwerk insbesondere in den Wintermonaten oftmals zu wenig Energie, sodass es zu temporären Stromausfällen kam. Es stellte sich heraus, dass die Genossenschaft eine Finanzierung in Höhe von 75'000 Franken zur Wahrung ihrer Liquidität benötigte – eine für damalige Verhältnisse ausserordentlich hohe Summe. Am 2. April 1924 bat man daher den Notar Josef Outry aus Einsiedeln um Hilfe bei der finanziellen Sanierung. Um die Versorgungslücke zu überbrücken, erwarb die Genossenschaft 1926 im Appenzellerland einen Dieselgenerator. Dessen hohe Anschaffungskosten und der defizitäre Betrieb führten jedoch zu weiteren Finanznöten. Im März 1928 wandte sich der Vorstand der Genossenschaft an die Zweigstelle der Schweizerischen Volksbank in Wädenswil. Deren Verantwortliche waren dem Schicksal des Wasserkraftwerkes wohlgesonnen und engagierten sich sehr intensiv, um eine drohende Insolvenz der Genossenschaft abzuwenden. Es entspannen sich vielfältige Briefwechsel mit der Darlehenskasse Yberg, den Elektrizitätswerken des Kantons Zürich (EKZ), dem Elektrizitätswerk Schwyz (EWS) sowie mit dem Schwyzer Finanzregierungsrat Karl von Weber. Nach einem Jahrzehnt von Kapitalaufstockungen, zähen Verhandlungen und mehreren Gerichtsurteilen wurde die Genossenschaft schliesslich am 17. Juni 1929 für den Kaufpreis von 45'000 Franken vom EWS übernommen. Nachdem noch notwendige Verbindlichkeiten abgewickelt worden waren, erfolgte zum 30. April 1931 die Liquidation.

### Weitere Geschichte
In den 1970er Jahren befuhren Speläologen die Gänge und stellten fest, dass alle im Wasser endeten. Daraufhin versuchten mehrere Höhlentaucher, die teilweise sehr schlammigen und engen Unterwasserstrecken zu erkunden. Sie konnten drei Siphons überwinden, mussten aber in dahinter anschliessenden engen Abschnitten umkehren. Seit den 1990er Jahren erforscht die Höhlengruppe Ybrig (HGY) – häufig in enger Zusammenarbeit mit der Ostschweizerischen Gesellschaft für Höhlenforschung (OGH) – das Hoch-Ybrig-Gebiet und dabei auch die Furli-Höhle. Zum 100. Jahrestag der Gründung der Wasserkraftwerksgenossenschaft veröffentlichte die OGH 2018 erstmals eine vollständige Dokumentation der Höhle.